# 11138 Hotakadake
11138 Hotakadake (1996 XC31) là một tiểu hành tinh vành đai chính được phát hiện ngày 14 tháng 12 năm 1996 bởi T. Kobayashi ở Oizumi.